# Saint-Menge
Saint-Menge – miejscowość i gmina we Francji, w regionie Grand Est, w departamencie Wogezy. Nazwa miejscowości pochodzi od imienia św. Memiusza (zob. też Saint-Memmie).
Według danych na rok 1990 gminę zamieszkiwało 118 osób, a gęstość zaludnienia wynosiła 18 osób/km² (wśród 2335 gmin Lotaryngii Saint-Menge plasuje się na 927. miejscu pod względem liczby ludności, natomiast pod względem powierzchni na miejscu 872.).